# Orleans (kommun)
Orleans är en kommun i Brasilien. Den ligger i delstaten Santa Catarina, i den södra delen av landet, 1 400 km söder om huvudstaden Brasília. Antalet invånare är 21 395.
I omgivningarna runt Orleans växer i huvudsak städsegrön lövskog. Runt Orleans är det ganska tätbefolkat, med 72 invånare per kvadratkilometer.